# 欧州連帯
欧州連帯（おうしゅうれんだい、ウクライナ語: Європейська солідарність, ラテン文字転写: Yevropeiska solidarnist）は、ウクライナの政党。2001年創設、2019年5月24日の改称の以前にペトロ・ポロシェンコ・ブロック（ウクライナ語: Блок Петра Порошенка, ラテン文字転写: Blok Petra Poroshenka）として知られていた。

## 概要
2001年にペトロ・ポロシェンコにより、社会民主合同党 の分派としてソリダールニスチ（連帯）が創設されたのが始まりである。そして、2014年5月にポロシェンコが大統領に当選したことで、2014年8月17日に自らの政治勢力の支持基盤を強化するために、ペトロ・ポロシェンコ・ブロックと改名された。ビタリ・クリチコ率いるUDARとは協力関係にある。

## 政策
前身の社会民主合同党は中道左派・社会民主主義政党であるものの、現状はポロシェンコ大統領個人を支援するための政治組織となっており、明確な右左の色分けは等は不明であるが、政策的には自由主義・中道右派政党とされる。また、ポピュリズム批判と現実主義・プラグマティズムを掲げている。
以下のような政策を掲げている。
- 公共放送網の確立
- 開かれた選挙の実現
- クリミア・タタール人の権利尊重
- ウクライナ各州の地方分権推進
- 唯一の公用語としてのウクライナ語の地位維持とロシア語使用者の権利保護
- 欧州連合への加盟
- 貧困者への社会保障確立
- 法改正と司法の独立
- 汚職撲滅
- ウクライナの領土保全
- エネルギー供給の自立